# 상투메 프린시페의 대통령
아래는, 상투메 프린시페의 대통령 목록이며 임기는 5년 중임제이며 1번 중임은 가능하고 최대 임기는 10년이다.

## 목록
| #  | 이름                      | 이미지 | 취임            | 퇴임            | 정당                              |
| -- | ------------------------- | ------ | --------------- | --------------- | --------------------------------- |
| 1  | 마누엘 핀투 다 코스타     |        | 1975년 7월 12일 | 1991년 3월 4일  | 상투메 프린시페의 자유는 이동하리 |
| 2  | 레오넬 마리오 달바        |        | 1991년 3월 4일  | 1991년 4월 3일  | 상투메 프린시페의 자유는 이동하리 |
| 3  | 미겔 트로보아다           |        | 1991년 4월 3일  | 1995년 8월 15일 | 독립 민주 행동당                  |
| 4  | 마누엘 킨타스 데 알메이다 |        | 1995년 8월 15일 | 1995년 8월 21일 | 군부지도자                        |
| 5  | 미겔 트로보아다           |        | 1995년 8월 21일 | 2001년 9월 3일  | 독립 민주 행동당                  |
| 6  | 프라디케 데 메네세스      |        | 2001년 9월 3일  | 2003년 7월 16일 | 움직이는 자유민주주의는 변하리    |
| 7  | 페르난도 페레이라         |        | 2003년 7월 16일 | 2003년 7월 23일 | 군부지도자                        |
| 8  | 프라디케 데 메네세스      |        | 2003년 7월 23일 | 2011년 9월 3일  | 움직이는 자유민주주의는 변하리    |
| 9  | 마누엘 핀투 다 코스타     |        | 2011년 9월 3일  | 2016년 9월 3일  | 무소속                            |
| 10 | 이바리슈투 카르발류       |        | 2016년 9월 3일  | 2021년 10월 2일 | 독립 민주 행동당                  |
| 10 | 카를루스 빌라 노바        |        | 2021년 10월 2일 |                 | 독립 민주 행동당                  |